# دافي هال
دافي هال (بالإنجليزية: Davey Hall)‏ هو نقابي بريطاني، ولد في 1951.